# Стебницьке ДГХП Полімінерал
Стебницьке ДГХП «Полімінерал» — державне гірничо-хімічне підприємство (ДГХП), розташоване в м.Стебник Дрогобицького району. Попередні назви: Стебницький калійний завод (не плутати з ТОВ «Стебницький калійний завод»), Стебницький калійний комбінат. Відомча підпорядкованість: Державний комітет України з промислової політики. Видобуток руди із шахт не ведеться.
Стебницьке ДГХП «Полімінерал» належить до екологічно небезпечних об'єктів Львівської області. Площа гірничого відводу становить 1290 га. згідно з гірничо-відвідним актом за № 208. Родовище розроблялося двома рудниками — № 1 та № 2. На 1986 рік родовище налічувало запаси калійних руд у обсязі 1,1 млрд тон.
У свій час на підприємстві побували перший віце-прем'єр України Василь Дурдинець, міністр промисловості України Валерій Мазур, прем'єр-міністр України Валерій Пустовойтенко, прем'єр-міністр Віктор Янукович, голова Комітету Верховної ради з питань безпеки та оборони Анатолій Гриценко.

## Теперішній стан
Станом на 20 липня 2010 податковий борг підприємства становив 1 млн 587 тис. грн.; заборгованість із виплати зарплати на 1 липня 2010—350 тис. грн.; на підприємстві працює 221 людина. Виробничу діяльність ДП припинило 1988 році. Підприємство є збитковим починаючи з 2007 року. Розглядається можливість подання цього об'єкту на приватизацію.
За словами директора ДГХП «Полімінерал» Миколи Яковлєва, з 2009 року йде процес приватизації майнового цілісного комплексу підприємства.
Стебницьке державне гірничо-хімічне підприємство «Полімінерал» вирішено розділити на два підприємства. Одне з них буде створене на базі першого рудника, яке і планується приватизувати і відновити виробництво.
З 1998 року Фонд державного майна України робив спроби продати підприємство як цілісний майновий комплекс, так і окремо перший рудник. На оглядини приїжджали вітчизняні та зарубіжні інвестори — німці, італійці, росіяни, китайці. Зацікавленими інвесторами були також італійська фірма «Італкалій», американська фірма IMC Clobal.
У 2010 році ФДМУ двічі намагався продати підприємство — 15 липня та 28 жовтня, але кожного разу конкурси скасовувались через відсутність заявок з огляду на велику стартову ціну. Стартова ціна мала скласти 227 млн грн. — саме в таку суму було оцінено підприємство експертною організацією.
У січні 2010 року Кабінет Міністрів виключив Стебницьке державне гірничо-хімічне підприємство «Полімінерал» з переліку стратегічних підприємств.
Станом на 29 квітня 2011 підприємство заборгувало бюджету 554 тис. грн. земельного податку.
Фонд державного майна України 16 червня 2011 року ухвалив рішення про приватизацію Стебницького ДГХП «Полімінерал».
У жовтні 2012 року приватизацію Стебницького державного гірничо-хімічного підприємства «Полімінерал» знову відклали і вирішили його спочатку акціонувати — Фонд державного майна України видав наказ про акціонування «Полімінералу».
18 січня 2012 у приміщенні Львівської облдержадміністрації відбулася зустріч з представниками потенційного інвестора Jian Enterprises Group і Державного агентства з інвестицій та управління національними проектами України.
У Львівській ОДА планують залучити німецьких інвесторів до подальшої розробки одного з родовищ калійної солі в Стебнику. Головою постійної комісії з питань екології, природних ресурсів та рекреації є Ірина Сех.

### Продаж
За наказом Фонду держмайна України від 14 січня 2013 року ДГХП «Полімінерал» перетворене на публічне акціонерне товариство «Стебницьке гірничо-хімічне підприємство „Полімінерал“». Відбулася зміна форми власності підприємства і зміна назви підприємства. Після зміни статусу підприємства Мінфін України дав вказівку Державному казначейству про призупинення фінансування за бюджетною програмою роботи природоохоронного комплексу. Призупинення фінансування призведе й до виникнення річної заборгованості з обов'язкових платежів усіх рівнів: із зарплатні — на 4 млн грн, по єдиному внеску — на 1,6 млн грн, по електроенергії — на 1,4 млн грн, по платежах і послугах — на 1,2 млн грн Станом на 25 травня 2013 р. жодної акції новоствореного публічного акціонерного товариства не випущено.
2 жовтня 2013 року ФДМУ продав «Полімінерал» за 56 млн грн.. Переможцем конкурсу з продажу державного пакета акцій стало ПАТ «Компанія Райз» (м. Київ). Початкова ціна пакета була встановлена на рівні 55,8 млн грн. На конкурс подали заявки дві компанії — ТОВ «Агротрейд НД» (м. Суми) та ПАТ «Компанія Райз». Компанія «Райз» входить до агрохолдингу Ukrlandfarming Олега Бахматюка.

## Історія

### До 1939 року
Рудник № 1 функціонує з 1922 року.

### Після 1939 року
Підприємство сформовано на базі Стебницького родовища калійних солей у 1946 році. До 1939 року в Стебнику щорічно добували кілька сотень тисяч тонн калійної руди, то з 1946 року її видобуток зріс до 1 млн т. У наступних роках проведено розшуково-розвідувальні роботи й на базі нових розвіданих запасів калійних солей в околицях Стебника побудовано рудник № 2, де видобували до 3 млн тонн руди за рік. Рудник № 2 функціонує з 1965 р. Виробки рудника № 2 розташовані на 5 горизонтах. Відпрацьовано два верхніх горизонти. Обсяг виробленого простору 15,8 млн м3.
Стебницьке родовище калійних солей відроблялось двома підземними рудниками загальною потужністю 4 млн т в рік. Система розробки була камерно-підповерхова, висота камер 40—60 м, ширина — 15—22 м, довжина — 30—150 м.
У 1958 році почався приплив розсолів у рудник № 1 (повторний прорив — 19.05.1997 р.).
До 1966 р. Стебницький калійний комбінат випускав лише сиромелений каїніт (без збагачення) з вмістом K2O близько 10 % та кухонну сіль.
У 1966—1967 рр. побудовано хімічну збагачувальну фабрику, яка випускала калійно-магнієве мінеральне добриво (калімагнезію) з вмістом K2O до 17—18 %.
Технологічну схему переробки калійно-магнієвих руд розроблено у Всесоюзному науково-дослідному інституті галургії (Санкт-Петербург, Росія). Суть цієї технології полягала в розчиненні калійних соляних порід гарячою водою, осадженні нерозчинного глинистого залишку і відокремленні від осаду висвітленої висококонцентрованої ропи та кристалізації з неї калімагнезії. Проте полімінеральний склад калійних руд і високий вміст у них глинистого матеріалу (10-15 %, іноді до 20 %) значно ускладнювали технологію їх переробки. Практично ця технологія виявилася дуже недосконалою. У відходи потрапляли не тільки глинистий матеріал, недорозчинені полігаліт і галіт, а й ропа з високим вмістом хлористого натрію та калійно-магнієвих солей.
На основі результатів екологічного моніторингу території впливу стебницького ДГХП «Полімінерал» встановлено, що основною причиною його згубного впливу на довкілля є неефективна технологія перероблення полімінеральних руд, що супроводжується утворенням величезної кількості відходів, які стали причиною екологічної катастрофи.

### Хвостосховище
Відходи хімічної збагачувальної фабрики транспортували по трубопроводу у хвостосховище, розміщене на північно-східній околиці м. Стебника поблизу р. Солониці, правої притоки р. Тисмениці. Хвостосховище являє собою обваловані дамбами техногенні водойми, у які скидали рідкі відходи флотаційного збагачення руд.
При застосування прийнятої технології розробки родовища рідкі відходи представляли пульпу з глинистого матеріалу, недорозчинені полігаліт і галіт, ропу з високим вмістом NaCl та калійно-магнієвих солей. У хвостосховищі відбувалось, з одного боку, осадження твердої фази — глини і недорозчинених соляних мінералів, а з іншого — кристалізація й осадження галіту в нижній, високомінералізованій частині водної товщі.
Об'єм відходів становив 900 м3 на добу і, відповідно, 328 тис. м3 на рік. Хвостосховище складається з двох секцій загальною площею близько 125 га. Площа першої секції — 69 га. Друга секція заповнена ропою і розділена перемичкою на дві ділянки — південну та північну, площею, відповідно, 28,9 та 26,9 га.
На всю площу хвостосховища щорічно випадає в середньому 1612 тис. м3 атмосферних опадів, а випаровується з неї близько 572 тис. м3, тобто надлишок води становить 1040 тис. м3 на рік. Загальний об'єм відходів разом з атмосферними опадами зростав у хвостосховищі в середньому на 1368 тис. м3 на рік.
Після Бухарестського землетрусу в Румунії в 1978 році на руднику № 2 було виявлено водопритоки, дебіт яких швидко збільшувався і згодом стабілізувався на величині близько 1000 м3 на добу (приблизно 300 тис. м3 на рік).
З метою утилізації цих вод (фактично вже розсолів, бо води поступаючи з поверхні насичувались солями, розчиняючи шахтні породи) для убезпечення рудника від затоплення було споруджено дослідно-промислову установку закачування їх до відпрацьованих підземних газових горизонтів в с.Кавське Стрийського району.
На даний час транспортна і енергетична інфраструктура підприємства та дослідно-промислова установка в с. Кавське знищені.

### Вміст солей в ропі хвостосховищ
Вміст солей у ропі хвостосховищ з глибиною зростає від 151,26 г/л на поверхні соляного басейну до 437 г/л у його донній частині. Характеристики ропи її хімічний склад в перерахунку на сольовий за відомою методикою (Методы анализа рассолов и солей / Под ред. Ю. В. Морачевского и Е. Н. Петровой. Л., 1965) подано в таблиці:
   Сольовий склад ропи хвостосховища Стебницького ДГХП «Полімінерал», г/л. Секція 2, південна ділянка, ПК
| Номер проби | Глибина, м | Ca(HCO3)2 | CaSO4 | MgSO4  | MgCl2 (Na2SO4) | KCl   | NaCl   | Сума солей | Вміст K-Mg солей, % |
| ----------- | ---------- | --------- | ----- | ------ | -------------- | ----- | ------ | ---------- | ------------------- |
| 1           | 0,1        | 0,16      | 0,68  | 27,14  | 11,91          | 24,68 | 92,98  | 157,55     | 40,45               |
| 2           | 0,5        | 0,09      | 0,75  | 39,23  | 1,21           | 24,67 | 121,97 | 187,92     | 34,65               |
| 3           | 1,0        | 0,12      | 0,71  | 42,12  | 4,58           | 26,42 | 135,56 | 209,51     | 34,91               |
| 4           | 1,5        | 0,19      | 0,68  | 44,99  | 9,09           | 29,55 | 124,83 | 208,79     | 40,05               |
| 5           | 2,0        | 0,16      | 0,68  | 45,00  | 4,54           | 29,66 | 129,83 | 209,87     | 37,74               |
| 6           | 2,5        | 0,25      | 0,61  | 65,06  | (20,10)        | 36,23 | 142,87 | 265,12     | 45,79               |
| 7           | 3,0        | 0,32      | 0,54  | 107,99 | (16,59)        | 55,39 | 191,32 | 372,15     | 48,36               |
| 8           | 3,5        | 0,27      | 0,61  | 119,13 | 3,63           | 63,30 | 203,02 | 389,96     | 47,72               |
| 9           | 4,0        | 0,23      | 0,61  | 122,00 | 10,46          | 67,24 | 210,59 | 411,13     | 48,58               |
| 10          | 4,5        | 0,24      | 0,61  | 119,13 | 9,33           | 65,23 | 202,34 | 396,87     | 48,80               |
| 11          | 5,0        | 0,19      | 0,64  | 125,37 | 6,66           | 67,25 | 204,02 | 404,13     | 49,31               |
| 12          | 6,0        | 0,23      | 0,61  | 126,26 | 8,23           | 67,25 | 202,14 | 404,72     | 49,85               |
| 13          | 9,0        | 0,27      | 0,58  | 122,30 | (46,74)        | 69,04 | 198,00 | 436,98     | 54,49               |

Внаслідок несанкціонованого скиду розсолів з хвостосховища Стебницького ДГХП «Полімінерал», який проводився 26-30 липня 2008 року, через потрапляння 16700 куб. м розчинених розсолів у гідрографічну сітку річок Солониця-Тисмениця-Дністер забруднилася вода: вміст забруднюючих речовин у стічній воді перевищував допустимі норми сульфатів — у 25 разів, хлоридів — у 6, мінералізації — у 18,5 раза. Відомо, що для розчинної частини соляних порід характерні мікроелементи бром, йод, манган, бор, стронцій, барій.

### Екологічна катастрофа
Небезпека порушення гідрогеологічного режиму на родовищі виникла ще при проведенні геологорозвідувальних робіт. Пройдені в соляному тілі свердловини і закладені шахтні стовбури сприяли внаслідок неналежної гідроізоляції гідравлічному зв'язку між агресивними водами й соленосними відкладами. За період експлуатації копалень до 1952 р. (копальня № 1) випадків просочування розсолів у гірничі виробки глибинних горизонтів не було. У 1952 р. у квершлазі 4/1 на копальні № 1 був виявлений перший великий приплив води.
У листопаді 1978 р. копальні № 2 стався прорив надсолевих вод у відпрацьовані камери 115—116, а згодом у камеру 122 на північно-східному і південно-східному флангах течії. Воду почали відпомповувати в уже переповнене хвостосховище під Болехівці.
14 вересня 1983 р. після сильного дощу відбувся прорив ґрунтової дамби хвостосховища між пікетами 7 та 8. Величезна маса висококонцентрованої ропи та твердих відходів (мулу) ринула у басейн р. Солониці, а з неї — у р. Тисменицю, й далі, у Дністер та Чорне море. Сумарна маса цього викиду становила понад 5 млн т, це був селевий потік з потужним гідравлічним напором. Величезна маса соляних відходів забруднила всю навколишню територію (річки, сади, городи, поля, ліси). Це завдало величезної шкоди флорі й фауні району, а також гідробіонтам річок Солониці, Тисмениці, Дністра та Чорного моря.
Видобуток руди, згідно з початковими проектами, здійснювався без закладки відпрацьованих порожнин, внаслідок чого утворилося близько 33 млн м3 пустот, що призводить до просідання земної поверхні і утворення провалів. Рішення про обов'язковість закладки було прийняте міжвідомчою комісією тільки в 1978 році. Збудований на підприємстві закладувальний комплекс загальною потужністю 300 тис. м³ в рік дозволив провести закладку 1,8 млн м3 шахтних пустот, однак в наш час[коли?] комплекс не працює. Закладка здійснюється лише породою від проходки і становить всього 1,5 — 2 тис. м³ в рік.
З того часу об'єм виробництва калійних мінеральних добрив у Стебнику зменшився. За умов позитивного водного балансу — переважання опадів над випаровуванням у хвостосховищі, немає гарантії нового прориву дамби після сильних дощів. Тому частину ропи з хвостосховища, яка перевищує проектні позначки, за погодженням з контрольними органами, періодично скидали в р. Солоницю.
У Стебнику на ДХГП «Полімінерал» у хвостосховищі накопичено 11,2 млн м3 відходів. Відходи викликають засолонення підземних вод, водоймищ на ділянках розміщення ставків накопичувачів та шламосховищ, що відбувається шляхом інфільтрації розсолів через їх днища, борти й основи дамб. Крім ропи, у хвостосховищі міститься близько 20 млн т твердої фази — соляно-глинистих відходів флотаційного збагачення.
Загальний об'єм підземних карстових порожнин, які становлять значну небезпеку і можуть призвести до техногенної катастрофи, становить 440 тис. м³, тампонажні роботи припинено У 1993 році. За 2002 — 2004 рр. активізація поверхневого карсту тричі фіксувалася в межах 3-го поясу ЗСО курорту Трускавець. Збільшення у часі припливів ненасичених агресивних вод у гірничі виробки посилило формування карстових форм, які представлені порами вилуговування, щілинами, промивинами, кавернами, понорами, камерами. Карстові явища порушили цілісність функціонуючих споруд і будівель, інженерних комунікацій.
У рудник № 2 Стебницького ДГХП Полімінерал з 1978 року потрапляють агресивні розсоли, які до 2001 активно збирали та відкачували, з 2001 р. відбувається затоплення шахти. Відбувається самозатоплення рудника. В зоні харчування водоносного горизонту в долині річки Вишниці виникла серія провалів і утворилося озеро. В зоні Шахтного поля західного флангу рудника № 2 відбуваються деформаційні процеси, які визнано такими, що активізувалися і дана ситуація загрожує виникненню провалів земної поверхні та можливою руйнацією автодороги Львів-Трускавець, водогону Гірне-Дрогобич (водогін знаходиться в межах впливу гірничих робіт на шахтному полі рудника № 2), лінії електропередач. Водопостачанням та водовідведенням займається «Підприємство водопостачання та водовідведення Стебницького ДГХП „Полімінерал“».
Див.також: Сучасна екологічна ситуація

### Закриття збагачувальної фабрики
Після роботи багатьох державних комісій врешті-решт 1988 р. ухвалено рішення про закриття хімічної збагачувальної фабрики Стебницького калійного заводу.

### Закриття рудника №2
Після зупинки збагачувальної фабрики «Полімінералу» в зв'язку із запланованою реконструкцією, з 01.01.1988 р. рудник № 2 був зупинений і перебував у стадії консервації. Реконструкція збагачувальної фабрики не відбулася. Залишкові промислові запаси по руднику становлять 15,4 млн т.
Приводом до закриття рудника № 2 ДГХП «Полімінерал» послужила також аварія шахтного 12-тонного електровоза, який впав до клітьового ствола та вивів його повністю з ладу.
Згідно з рішенням Міністерства промполітики України (протокол від 29.01.2002 р.) рудник № 2 підлягає «Мокрій» консервації шляхом заповнення гірничих виробіток третього-четвертого горизонтів насиченими розсолами, а простір відроблених запасів вище розташованих горизонтів — гідрозакладкою накопиченими в хвостосховищі відходами збагаченої калійної руди.
Розробкою комплексного проекту консервації рудника № 2 і рекультивації порушених земель Стебницького ДГХП «Полімінерал» займається ВАТ «Гірхімпром».

### Зупинка рудника №1
Рудник № 1 припинив видобуток руди у травні 2003. Шахтне поле першого рудника займає площу понад 9 км кв. Рудник має п'ять вертикальних стволів: «Новий», «Кюбек», «Ляриш», «Західний» і «Південний».

### «Мокра консервація»
Внаслідок технічних і екологічних проблем рудника № 2, що недостатньо вирішувались під час експлуатації і з роками загострились під впливом двох факторів: наявністю великого об'єму незакладених порожнин відпрацьованих камер (міжкамерні цілики по своїх стійкісних характеристиках розраховані на тимчасову роботу без закладки порожнин камер і за межами розрахункового часу існування вони поступово втрачають несучу здатність та не можуть забезпечувати стійкість гірничого масиву та донної поверхні) і водоприпливу в рудниках, ліквідувати вище перераховані процеси можна лише шляхом заповнення виробленого простору твердими матеріалами шляхом:
- 1) самоліквідації або ліквідації рудника;
- 2) консервації рудника шляхом заповнення порожнин насиченими розсолами з хвостосховищ для майбутнього видобутку калійної сировини способом свердловинного методу вилуговування.[22]

Консервація дає змогу: запобігти небезпеці провалів поверхні внаслідок розвитку соляного карсту, припинити скиди солоної води з шахти і з хвостосховища у річки, забезпечити можливості відробки запасів калійної сировини шляхом вилуговування, і, крім того, проводиться рекультивація земель, зайнятих хвостосховищем і відвалами.
Після затоплення рудника розсолом, закладки дренажного горизонту і великих карстових порожнин, тампонажу зон розущільнення, фільтрація поверхневих вод в соляний масив стане неможливою. Зникне остання з умов і тому карстовий процес припиниться.
24 березня 2004 року Кабінетом Міністрів України видано розпорядження «Про затвердження комплексного проекту консервації рудника N 2 і рекультивації порушених земель Стебницького державного гірничо-хімічного підприємства „Полімінерал“» з строком виконання робіт — 8 років, вартість 162,4 млн грн.
У 2004 році на виконання робіт по консервації було виділено 6,4 мільйона гривень, у 2005 — 5,3 мільйона гривень, у 2006 — сім мільйонів, у 2007 — шість мільйонів гривень. Станом на 13 жовтня 2009 року затверджений Кабміном "Комплексний проект консервації рудника № 2 і рекультивації порушених земель Стебницького ДГХП «Полімінерал», профінансовано лише на 34 відсотки.
Станом на 1 січня 2013 р. виконано робіт на 70,9 млн грн.

## Пансіонат «Мінерал»
За адресою: Львівська область, м. Трускавець, вул. Василя Стуса, буд.6 — знаходиться курортний заклад "Пансіонат «Мінерал» Стебницького ДГХП «Полімінерал».

## Спелеолікарня
З використанням існуючої лікувальної бази пансіонату «Мінерал», та курорту Трускавець, на базі рудника № 1 СДГХП «Полімінералу» показана можливість створення лікувального комплексу-спелеолікарні на 150 місць для лікування пульмонологічних хворих та обґрунтовано економічну доцільність проекту. Як мінімум кожна з трьох луговень № 8,9,1 з невеликою підготовкою можуть бути використані для лікувальні за зразком лікарні соле- та спелеолікування у відроблених добувних камерах солерудників в селі Солотвино Закарпатської області.